# 1623 Vivian
Vivian (asteróide 1623) é um asteróide da cintura principal, a 2,6183153 UA. Possui uma excentricidade de 0,1648444 e um período orbital de 2 027,58 dias (5,55 anos).
Vivian tem uma velocidade orbital média de 16,82152945 km/s e uma inclinação de 2,48829º.
Esse asteróide foi descoberto em 9 de Agosto de 1948 por Ernest Johnson.